# 参孙和大利拉 (范戴克，1620年)

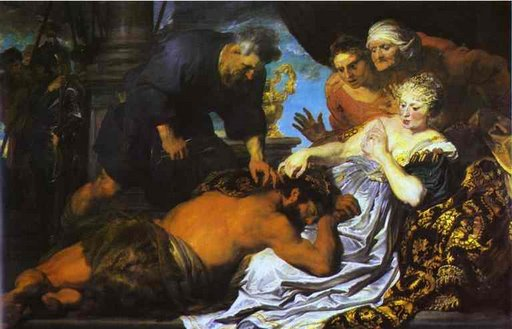
参孙和大利拉

《参孙和大利拉》是安东尼·范戴克的一幅画作，绘制于1620 年。这幅画深受他的导师鲁本斯 同一主题版本的启发，很长一段时间认为是鲁本斯的作品。画中的大利拉，脸颊上涂着浓重的胭脂，这是巴黎妓女的传统妆容。这幅画现藏于伦敦的达利奇美术馆。 他在 1630 年又绘制了同一主题的作品。